# Hiệp hội Bất động sản Việt Nam
Hiệp hội Bất động sản Việt Nam là tổ chức xã hội - nghề nghiệp phi lợi nhuận của những người và tổ chức làm việc trong lĩnh vực thương mại bất động sản tại Việt Nam. Hiệp hội có tên giao dịch tiếng Anh là Vietnam National Real Estate Association, viết tắt là VNREA .
Điều lệ Hiệp hội được Bộ Nội vụ phê duyệt tại Quyết định số 05/2002/QĐ-BNV ngày 01 tháng 10 năm 2002 . Điều lệ sửa đổi được Đại hội nhiệm kỳ III (2011 - 2016) thông qua ngày 16 tháng 7 năm 2011 tại thành phố Hà Nội .
Văn phòng Hiệp hội đặt tại địa chỉ Tầng 3, Tòa nhà Cung Triển lãm Kiến trúc Quy hoạch Xây dựng Quốc gia, số 1 phố Đỗ Đức Dục, phường Mễ Trì, quận Nam Từ Liêm, Hà Nội .